# 赤鱲角路
赤鱲角路（英語：Chek Lap Kok Road）是一條位於香港赤鱲角的道路，連接東岸路、順朗路與屯門赤鱲角隧道公路，全長2.56公里，於2018年10月24日與港珠澳大橋工程同時投入使用。該道路方便市民來往香港國際機場與港珠澳大橋香港口岸。

## 交匯道路
- 東岸路
- 暢連路
- 航天城路
- 航天城東路
- 順暉路
- 順匯路
- 順朗路
- 屯門赤鱲角隧道公路